# Wikingen
Wikingen var en svenskspråkig tidning i Finland.
Wikingen uppsattes i november 1870 i Helsingfors inom den krets, som stod Axel Olof Freudenthal nära och ur vilken det svenska partiet i Finland utgick. Programmet avsåg att värna och utbilda svenska befolkningens i Finland språk, nationella bildning och särart. Tidningen polemiserade mot Helsingfors Dagblad och Uusi Suometar. För övrigt var hållningen konstitutionell. Tidningen var 1870-71
veckoblad, 1871-73 halvveckoblad och 1874, vid vilket års slut den upphörde, återigen veckoblad. Den innehöll huvudsakligen ledande artiklar och litterära bidrag. Redaktörer var efter varandra Carl Berndt Federley, Rafael Schauman och Axel Lille. Wikingen var den första tidning, som ställde arbetet för Finlands svenska nationalitet som sin uppgift. Tidningens namn gav anledning till, att de i språkfrågan svenskt sinnade av motståndarna benämndes wikingar. 